# Adolf Fredrik Lindblad

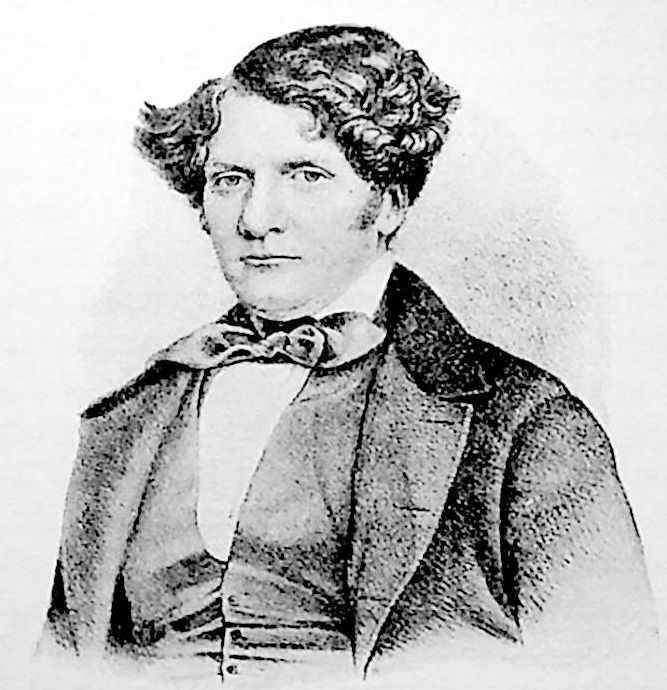
Arcképe

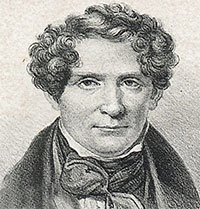
Arcképe 1847-ből

Adolf Fredrik Lindblad (Skänninge, elavult írásmód: Skenninge Svédország,  1801. február 1. – Löfvingsborg (Linköping), Svédország,  1878. augusztus 23.) svéd romantikus zeneszerző.

## Életpályája
Upppsalában Johann Christian Friedrich Haeffner, Berlinben Carl Friedrich Zelter tanítványa volt. 1827-ben Stockholmba költözött, ahol egy zeneiskolát vezetett 1861-ig. 
215 dalt írt, amelyeket tanítványa, Jenny Lind énekesnő  tett világszerte ismertté. 
Lövingsborgban, Linköping mellett, családi birtokán hunyt el 1878.  augusztus 23-án.

## Művei
- Több mint 200 dalt írt.
- I.( C-dúr) szimfónia,
- II. (D-dúr) szimfónia,
- Frondörerna (opera). (Prondörerne (1835), ?)

## Leszármazottai
- Gyermekei Lotten von Feilitzen
- Unokája: Anna Casparsson
- Dédunokája: Marja Casparsson